# Frode alla legge
Il contratto in frode alla legge (1344 CC) è un contratto che viene usato per eludere l'applicazione di una qualsiasi norma anche non imperativa. Nel caso del contratto in frode alla legge l'ordinamento considera illecita la causa e quindi ex art.1418 CC il contratto è nullo.
| Controllo di autorità | GND (DE) 4157099-6 |